# Монумент Незалежності (Тернопіль)
Монумент Незалежності — символ увіковічення боротьби українського народу за державу, котрий символічно постав у Тернополі на двадцять першому році Незалежності. Відкритий в День Державного прапора 23 серпня 2012 року.

## Історія
Конкурс на найкращу ідею пам'ятника Незалежності в Тернополі оголосили з 2-30 червня 2011 року. Основною вимогою до конкурсантів був творчий підхід — проект мав сприйматися усіма однозначно як пам'ятник Незалежності. На конкурсі свої роботи представили митці з Тернополя, Хмельницького, Львова, Рівного і Києва. Призовий фонд конкурсу складався з трьох премій: перша — 5000 грн, друга — 3000 грн, третя — 2000 грн.
Бронзовий монумент, який споруджували методом народної будови, обійшовся у 640 тисяч гривень. Працював над фігурою скульптор Іван Сонсядло.

## Опис
Фігура жінки у вінку з піднятими вгору руками, які переходять у журавля, що прагне до неба. Скульптура молодої жінки символізує Україну, а її руки, що тягнуться догори, переходять в крила журавля — образ свободи. Фігура птаха подана у формі тризуба. Він символізує прагнення України до свободи та незалежності.
Пам'ятник є уособленням вкладу багатьох поколінь тернополян в українську справу..